# Spelaeophryne methneri
Genre
Espèce
Statut de conservation UICN

 LC  : Préoccupation mineure
Spelaeophryne methneri, unique représentant du genre Spelaeophryne, est une espèce d'amphibiens de la famille des Brevicipitidae.

## Répartition
Cette espèce se rencontre jusqu'à 1 600 m d'altitude :
- en Tanzanie, dans les monts Uluguru et Udzungwa ;
- au Kenya, dans les monts Taita.

## Étymologie
Cette espèce est nommée en l'honneur de Wilhelm Methner (1871-1951).

## Publication originale
- Ahl, 1924 : Neue afrikanische Frösche. Zoologischer Anzeiger, vol. 61, p. 99-103.